# Hotel Porta Fira
L'Hotel Porta Fira è un grattacielo situato a Plaza de Europa nella città di Hospitalet de Llobregat, in Spagna. È stato il vincitore del premio Emporis come miglior grattacielo del 2010. È alto 113 metri e ha 26 piani, il che lo rende il grattacielo più alto del comune e il 5° più alto nell'area metropolitana di Barcellona. Ha una superficie totale di 34.688 m2.